# Chavarriella pelops
Chavarriella pelops là một loài bướm đêm trong họ Geometridae.